# Sonam Gjaco
Sonam Gjaco III Dalajlama (tyb.: བསོད་ནམས་རྒྱ་མཚོ་, Wylie: bSod-nams rgya-mtsho, ZWPY: Soinam Gyaco; ur. 30 marca 1543 w Tolung, w pobliżu Lhasy, zm. 21 kwietnia 1588) – trzeci w linii reinkarnujących się lamów tradycji gelug buddyzmu tybetańskiego, pierwszy z tytułem dalajlamy (dwóm poprzednikom nadany pośmiertnie). W wyniku jego działalności nastąpiło zbliżenie reprezentowanej przez niego szkoły z dworem chana mongolskiego Ałatana oraz związane z tym odrodzenie buddyzmu w jego tybetańskiej formie w Mongolii.
Uważany za emanację Awalokiteśwary (tyb. Czenreziga), bodhisattwy współczucia.

## Życiorys
Urodzony  25. dnia pierwszego wiosennego księżyca tybetańskiego roku Wody-Zająca (30 marca 1543), w wiosce Kangsar, w dolinie Tolung, niedaleko Lhasy. Jego rodzicami byli wywodzący się z zamożnej szlachty Namgjal Drakpa i Pelzom Bhuti.
Odnaleziony niedługo po śmierci poprzednika i oficjalnie rozpoznany, został przyjęty do klasztoru Drepung. Od tego czasu praktykę odnajdowania kolejnej inkarnacji lamów gelugpa uznaje się za w pełni wykształconą. W dziewiątym roku życia Sonam Gjaco złożył śluby mnicha i kontynuował edukację pozostając pod opieką opata. Podobnie jak poprzednik w wyniku zaburzeń wewnętrznych i związanej z tym otwartej wrogości pomiędzy poszczególnymi buddyjskimi szkołami został zmuszony do przeniesienia się do klasztoru Czokorgjal, a w okresie późniejszym licznych podróży.

## Na dworze Ałtan-chana
Rosnący religijny autorytet gelugpów oraz szacunek jakim cieszyli się ich reinkarnujący lamowie zwróciły uwagę najsilniejszego z ówczesnych mongolskich przywódców Ałtan-chana. Odpowiadając na jego zaproszenie, Sonam Gjaco przybył do Qinghai w 1578.
Podczas spotkania, które odbyło się 19 czerwca doszło do kurtuazyjnej wymiany uprzejmości. Sonam Gjaco określił władcę tybetańskim mianem Chos-kyi rgyal-po ha'i tshangs-pa (Król religii, Brahma pośród bogów), a Ałtan gościa mongolskim „Dalai” (ocean mądrości, de facto mongolskie tłumaczenie tybetańskiego imienia Gjaco). Sam tytuł, który pośmiertnie przyznano także dwóm poprzednikom Sonama Gjaco, jako jeden z wielu przynależnych reinkarnującym lamom gelugpa, zyskał na znaczeniu dopiero za życia V Dalajlamy.
Spotkanie obfitowało w deklaracje mające dalekosiężne implikacje o charakterze religijnym i politycznym. Ałtan-chan wyraził zainteresowanie całkowitą konwersją swojego ludu na buddyzm (znany już wśród Mongołów), a także zaoferował opiekę. Dla gelugpów oznaczało to otwarcie nowych terenów misyjnych i szansę na szybkie powiększenie liczby wiernych, zorganizowane na sposób wojskowy społeczeństwo mongolskie wyjątkowo sprawnie i bez protestów przyjmowało bowiem dharmiczny przekaz III Dalajlamy. 
Zbliżenie Sonama Gjaco i Ałtan-chana nawiązywało także do słynnej XIII-wiecznej relacji „patron i jego kapłan”, która zawiązała się pomiędzy pierwszym cesarzem chińsko-mongolskiej dynastii Yuan Kubilaj-chanem i jago buddyjskim nauczycielem Pagpa-lamą. Zabieg ten miał uwiarygodnić Ałtan-chana w jego staraniach zmierzających do ponownego zjednoczenia wszystkich plemion mongolskich (w czym rywalizował z bezpośrednimi potomkami Czyngis-chana). Gelugpowie z kolei zyskiwali możnych protektorów w ogarniętym niepokojami Tybecie oraz ważne źródło finansowania.

## Reinkarnacja
Ałtan-chan zmarł w 1583 roku, ale zainteresowanie jego następców sprawami Tybetu nie zmalało. Po śmierci III Dalajlamy (1588) jego inkarnację odnaleziono w pierwszej i jednocześnie jedynej w historii osobie spoza Tybetu, a był nim mongolski chłopiec, wnuk zmarłego Ałtan-chana znany później pod imieniem Jontena Gjaco.